# Roma (futebolista)
Paulo Marcel Pereira Merabet, mais conhecido por Roma (Belém, 22 de fevereiro de 1979), é um ex-futebolista brasileiro que atuava como atacante.
Ele recebeu a alcunha de Roma por ter uma semelhança física com o baixinho Romário, que, à época, também atuava pelo Flamengo.

## Carreira
Roma foi um atacante que começou sua carreira na base do futsal do Remo, mas, ainda nas divisões de base, foi contratado pelo Flamengo.
No rubro-negro carioca, Roma jogou entre os anos de 2000 e 2003, tendo feito mais de 100 partidas e 23 gols pelo Clube.
Ficou marcado por 2 fatos: por ter feito um dos gols que livraram o Flamengo do rebaixamento no Campeonato Brasileiro de 2001, e por um pênalti perdido na disputa de penalidades que decidiu a Copa Mercosul de 2001, em que o Fla foi derrotado pelo San Lorenzo da Argentina, perdendo assim a chance de conquistar a competição pela segunda vez.
Em 2002, foi emprestado pelo Flamengo ao Al-Nasr, de Omã, para disputar apenas uma partida: a final da Copa do Sultão.
| “ | "Chegou um sheik na Gávea falando que queria me levar e pagava bem para eu ir passar um mês lá e disputar um jogo. Só a final da Copa do Sultão. Fui, e no outro dia, ele pagou ao Flamengo e a mim adiantado. Cheguei lá e marquei o gol do título do time. Ganhamos por 2–1, e até hoje eu estou na história do clube. Eles tentaram me contratar, e o Flamengo não me liberou." | ” |

Depois de atuar no Futebol Árabe e no Flamengo, novamente, Roma jogou por vários clubes até encerrar a carreira em 2011, pelo Bragantino-PA.
Após pendurar as chuteiras, Roma virou empresário, agente de jogadores de futebol e passou no vestibular para Direito em uma faculdade particular da capital paraense, profissão pela qual atua na área do Direito Desportivo.

## Títulos
Remo
- Campeonato Paraense de Futsal: 1998[1]

Flamengo
- Campeonato Carioca de Juniores: 2000[1]
- Copa dos Campeões: 2001
- Campeonato Carioca: 2001
- Taça Guanabara: 2001

Al Nasr
- Copa do Sultão: 2002

Jeonbuk Hyundai
- Supercopa da Coreia do Sul: 2004[1]

Bragantino-PA
- Campeonato Paraense da segunda divisão: 2011[1]

### Individuais
- Artilheiro do Campeonato Paulista da Série A-3, com 11 gols[1]